# Hrvatski kinološki savez
Hrvatski kinološki savez (HKS, Kroatiska kynologiska föreningen) är Kroatiens nationella kennelklubb och de kroatiska hundägarnas riksorganisation. Den grundades år 1891 och har sitt säte på adressen Ilica 61 i Nedre staden i Zagreb. Kroatiska kennelklubben är medlem av Internationella kennelfederationen.

## Verksamhet och organisation
Kroatiska kennelklubben är en ideell och icke-statlig organisation vars främsta mål är att främja kynologi genom bland annat avel av renrasiga hundar, förberedelse och organisation av nationella och internationella evenemang med anknytning till verksamheten samt genom att värna hundens hälsa och relationen mellan människa och hund.
Kroatiska kennelklubben är en paraplyorganisation bestående av 135 medlemmar, däribland lokala kennelklubbar, föreningar och rasklubbar från alla delar av landet.
Kennelklubben utger bland annat tidskriften Moj pas (Min hund).

## Historik
Kroatiska kennelklubben räknar sina anor från Allmänna kroatiska sällskapet för jakt- och fiskeskydd (Opće hrvatsko društvo za obranu lova i ribarstva) som grundades år 1881 i Kroatien-Slavonien som då var en provins i Österrike-Ungern. År 1891 blev föreningen medlem i Österrikiska sällskapet för renrasiga hundar med säte i Wien. År 1897 tillsatte det dåvarande kroatiska jakt- och fiskeskyddssällskapet en kommission med uppgift att samla in uppgifter om renrasiga hundar från Kroatien och Slavonien. Uppgifterna skickades därefter till Wien där de kom att ingå i den österrikiska stamboken för renrasiga hundar. Den första riktiga hundutställningen i Kroatien med katalog och domare hölls i Zagreb den 5–7 oktober 1906.
Efter första världskrigets slut år 1918 och Österrike-Ungerns upplösning uppgick Kroatien i den nyskapade staten Serbernas, kroaternas och slovenernas kungarike (sedermera kallat Jugoslavien). Det omvälvande kriget innebar att all kynologisk verksamhet praktiskt taget hade upphört. År 1925 grundades Jugoslaviska kennelklubben i Ljubljana. Följande år grundande det dåvarande Jaktsällskapens union en kynologisk avdelning för Kroatien och Slovenien som samma år blev medlem i Jugoslaviska kennelklubben. 
Andra världskrigets utbrott år 1941 och det dåvarande Jugoslaviens uppdelning innebar att den kynologiska verksamheten reducerades. Jugoslaviska kennelklubben hade vid krigets utbrott sitt säte i slovenska Ljubljana som annekterades av Nazityskland. I Oberoende staten Kroatien fortsatte dock, om än i mindre skala, den kynologiska verksamheten. Efter kriget återupprättades Jugoslavien och år 1948 grundades Kroatiens kennelförening i Zagreb.
Efter en folkomröstning om självständighet år 1991 valde Kroatien att lämna den federala staten Jugoslavien. Den 24 mars 1991 bytte Kroatiens kennelförening namn till Kroatiska kennelklubben och den 11 september 1991 lämnade Kroatiska kennelklubben den Jugoslaviska kennelföreningen. Den 28–30 september 1991 deltog Kroatien för första gången som en självständig stat vid en internationell hundutställning i italienska Alessandria.